# Vítězslav Priehoda
Vítězslav Priehoda (* 11. Januar 1960 in Prievidza) ist ein slowakisch-tschechischer Schachmeister. 

## Leben
Priehoda ist in Prievidza aufgewachsen, sein Vater ist Slowake, seine Mutter Tschechin. Er lebt in Prag. Im Jahr 1989 erhielt er den Titel Internationaler Meister. Priehoda wurde Zweiter bei der Meisterschaft der Slowakei 1983 in Nová Baňa, er war punktgleich mit Róbert Tibenský, aber seine Feinwertung war um 0,25 schlechter. Er siegte bei dem Turnier Banícky kahanec 1989 in Prievidta. Bei der Meisterschaft der Slowakei 2001 in Prešov wurde er Zweiter hinter Ramil Chasangatin, wurde aber als bester Slowake Meister der Slowakei. Seit November 2006 wird er auf der FIDE-Liste Tschechiens geführt. Priehoda siegte bei dem Turnier 2009 in Prievidza, im selben Jahr gewann er das IM-Turnier Hornonitrianský pohár in Bojnice. Dieses Turnier gewann er auch 2010. Beim 26. European Club Cup in Plowdiw im Oktober 2010 spielte er für den slowakischen Meister ŠK Prievidza. Er hat dort knapp die Großmeisternorm verfehlt, aber immerhin Konstantin Landa geschlagen, der eine Elo-Zahl von 2611 aufwies.
Priehodas Elo-Zahl beträgt 2344 (Stand: Oktober 2019), im Januar 1993 erreichte er seine höchste Elo-Zahl von 2440.

## Vereine
In der slowakischen Extraliga spielte Priehoda in der Saison 1992/93 für den ŠK Lokomotíva Trnava, in der Saison 1994/95 für ŠO TJ Slávia UPJŠ Košice, in der Saison 1995/96 und von 1997 bis 1999 für den ŠK Medea Martin, in der Saison 1996/97 für den 1.ŠK Rimavská Sobota, in der Saison 2000/01 für den ŠK Laurex Lučenec, von 2002 bis 2004 für den ŠK Dunaj Bratislava und von 2009 bis 2012 für den ŠK Prievidza, mit dem er 2010 slowakischer Mannschaftsmeister wurde und am European Club Cup teilnahm. In der tschechischen Extraliga spielte er in der Saison 1997/98 für den ŠK Sokol Vyšehrad, in der Saison 2001/02 für den ŠK DP Holdia Prag, in der Saison 2002/03 für den ŠK Polabí Sokol Kolín, seit 2010 spielt er für die Mannschaft von Výstaviště Lysá nad Labem, mit der er 2019 tschechischer Mannschaftsmeister wurde. In der deutschen 1. Bundesliga spielte er in der Saison 2003/04 für den SK König Plauen, in der österreichischen Staatsliga A von 1992 bis 1994 für den SK Flötzersteig.